# Diyar Rabi'a

Mappa della Jazira (Alta Mesopotamia), con le sue province, in epoca medievale

Diyār Rabīʿa (in arabo ﺩﻳﺎﺭ ﺭﺑﻴﻌـة‎?, "Sedi dei Rabīʿa") è stato in età medievale il nome arabo della regione più orientale e più estesa delle tre province della Jazira (Alta Mesopotamia), costituite anche dal Diyar Bakr e dal Diyar Mudar. 

Secondo al-Baladhuri, tutte e tre le province dovevano il loro nome al fatto che in esse - all'epoca del Califfo omayyade Mu'awiya ibn Abi Sufyan - si erano insediati i gruppi arabi tribali dei Banu Bakr, dei B. Rabīʿa e dei B. Muḍar, sottogruppo quest'ultimo dei B. Rabīʿa.
Il Diyār Rabīʿa comprende il corso superiore del fiume Khabur e quello dei suoi tributari, cioè le regioni di Tur Abdin e Beth Arabaye, come pure entrambe le sponde del fiume Tigri dalle prossimità di Jazirat ibn Umar a nord ai confini con l'Iraq nell'area di Tikrit a sud, incluso il corso inferiore del Grande Zab e del Piccolo Zab. La città principale della provincia è Mosul (in Lingua araba Mawṣil), Balad, Jazīrat ibn ʿUmar, al-Sinn, Barqa'id, Sinjar, Nasibin, Mardin e Raʾs al-ʿAyn.
La regione fu devastata dai Carmati in età omayyade e abbaside. A metà del X secolo cadde sotto il controllo della dinastia indigenza degli Hamdanidi, con base a Mosul. L'Emirato hamdanide cessò con la conquista buwayhide nel 980 e la provincia passò sotto il potere degli Uqaylidi, che lo mantennero fino alla conquista selgiuchide della fine dell'XI secolo.